# Рождественский Кубок Карьяла 1995
Рождественский Кубок Карьяла 1995 — II розыгрыш ежегодного хоккейного турнира на приз финской пивной компании Karjala. Состоялся с 16 по 19 декабря 1995 года в Хельсинки
(Финляндия). Победителем турнира стала сборная Швеции, не проигравшая ни одного матча.

## Предыстория турнира
Рождественский Кубок Карьяла-1995 был возобновлением идеи финского турнира для национальных команд, которая впервые была реализована в 1992 году проведением Кубка Сауны.     Так как организаторы Кубка Карьяла-1995 провели игры одновременно с московским Призом «Известий», Россия не прислала на турнир свою сборную. Вместо команды России приняла участие сборная Франции, а Чехия выступила  вторым составом.

## Матчи турнира
| 16 декабря 1995 | Швеция | 2 : 1 (0:0, 2:0, 0:1) | Чехия | Хельсинки Зрителей: 2275 |

| Отчёт                                                                                 | Отчёт       | Отчёт                                           | Отчёт | Отчёт |
| ------------------------------------------------------------------------------------- | ----------- | ----------------------------------------------- | ----- | ----- |
|                                                                                       |             |                                                 |       |       |
|                                                                                       |             |                                                 |       |       |
|                                                                                       | Голы:       |                                                 |       |       |
| Андреас Карлссон (П. Нильссон) — (бол) 22:57 Томас Юнссон (Н. Эрикссон) — (бол) 33:36 | 1:0 2:0 2:1 | 53:48 — Мартин Прохазка (П. Патера, Ф. Каберле) |       |       |
|                                                                                       |             |                                                 |       |       |
|                                                                                       |             |                                                 |       |       |
|                                                                                       |             |                                                 |       |       |
| 6 мин                                                                                 | Штраф       | 12 мин                                          |       |       |
|                                                                                       |             |                                                 |       |       |
|                                                                                       |             |                                                 |       |       |

| 16 декабря 1995 | Финляндия | 6 : 1 (3:0, 2:0, 1:1) | Франция | Хельсинки Зрителей: 4761 |

| Отчёт | Отчёт                       | Отчёт                     | Отчёт | Отчёт |
| --- | --------------------------- | ------------------------- | ----- | ----- |
| |                             |                           |       |       |
| |                             |                           |       |       |
| | Голы:                       |                           |       |       |
| Кай Нурминен — 01:58 Тимо Ютила (К. Нурминен, Э. Кескинен) — (бол) 06:25 Эса Кескинен (Ю. Линд, Я. Мюллюс) — 16:364 Мика Ниеминен (Я. Оянен) — 21:36 Юха Риихиярви (Э. Кескинен, К. Нурминен) — 30:33 Янне Оянен (М. Пало) — 44:59 | 1:0 2:0 3:0 4:0 5:0 6:0 6:1 | 48:42 — Франк Пайонковски |       |       |
| |                             |                           |       |       |
| |                             |                           |       |       |
| |                             |                           |       |       |
| 31 мин | Штраф                       | 33 мин                    |       |       |
| |                             |                           |       |       |
| |                             |                           |       |       |

| 17 декабря 1995 | Швеция | 6 : 3 (2:0, 3:3, 1:0) | Франция | Хельсинки Зрителей: 1915 |

| Отчёт  | Отчёт                               | Отчёт  | Отчёт | Отчёт |
| ------ | ----------------------------------- | ------ | ----- | ----- |
|        |                                     |        |       |       |
|        |                                     |        |       |       |
|        | Голы:                               |        |       |       |
|        | 1:0 2:0 3:0 4:0 4:1 5:1 5:2 5:3 6:3 |        |       |       |
|        |                                     |        |       |       |
|        |                                     |        |       |       |
|        |                                     |        |       |       |
| 10 мин | Штраф                               | 14 мин |       |       |
|        |                                     |        |       |       |
|        |                                     |        |       |       |

| 17 декабря 1995 | Финляндия | 5 : 3 (2:0, 0:1, 3:2) | Чехия | Хельсинки Зрителей: 4144 |

| Отчёт | Отчёт                           | Отчёт | Отчёт | Отчёт |
| --- | ------------------------------- | --- | ----- | ----- |
| |                                 | |       |       |
| |                                 | |       |       |
| | Голы:                           | |       |       |
| Янне Оянен (М. Пало) — 09:26 Эса Кескинен (К. Нурминен) — (бол) 13:28 Мика Ниеминен (П. Варис) — 44:31 Паси Саарела (К. Тимонен, М. Ниеминен) Петри Варис (Т. Ютила, Э. Кескинен) — 59:33 | 1:0 2:0 2:1 3:1 4:1 4:2 5:2 5:3 | 33:15 — Виктор Уйчик (Я. Алинч) 45:30 (бол) — Мартин Прохазка (П. Патера) 59:46 — Виктор Уйчик (Б. Шчербан) |       |       |
| |                                 | |       |       |
| |                                 | |       |       |
| |                                 | |       |       |
| 14 мин | Штраф                           | 10 мин |       |       |
| |                                 | |       |       |
| |                                 | |       |       |

| 18 декабря 1995 | Чехия | 2 : 3 (0:2, 1:1, 1:0) | Франция | Хельсинки Зрителей: 3017 |

| Отчёт                                                                       | Отчёт               | Отчёт | Отчёт | Отчёт |
| --------------------------------------------------------------------------- | ------------------- | --- | ----- | ----- |
|                                                                             |                     | |       |       |
|                                                                             |                     | |       |       |
|                                                                             | Голы:               | |       |       |
| Роберт Кисела (Я. Алинч) — 23:52 Роберт Кисела (В. Уйчик, Я. Алинч) — 43:30 | 0:1 0:2 0:3 1:3 2:3 | 04:55 — Серж Пудрие (А. Рише) 16:28 — Патрик Данн (Р. Кулле, С. Барен) 21:50 — Морис Розенталь (А. Бриан, А. Виттенберг) |       |       |
|                                                                             |                     | |       |       |
|                                                                             |                     | |       |       |
|                                                                             |                     | |       |       |
| 6 мин                                                                       | Штраф               | 10 мин |       |       |
|                                                                             |                     | |       |       |
|                                                                             |                     | |       |       |

| 18 декабря 1995 | Финляндия | 2 : 4 (1:0, 1:0, 0:4) | Швеция | Хельсинки Зрителей: 7981 |

| Отчёт                                                                                    | Отчёт                   | Отчёт | Отчёт | Отчёт |
| ---------------------------------------------------------------------------------------- | ----------------------- | --- | ----- | ----- |
|                                                                                          |                         | |       |       |
|                                                                                          |                         | |       |       |
|                                                                                          | Голы:                   | |       |       |
| Тимо Ютила (Р. Хельминен, Ю. Риихиярви) — 15:45 Юха Линд (Я. Ниинимаа, Я. Оянен) — 38:23 | 1:0 2:0 2:1 2:2 2:3 2:4 | 46:12 — Юхан Росен (П. Нильссон) 49:49 — Пер-Юхан Аксельссон (М. Боссон) 59:07 — Фредрик Эберг (М. Вальберг) 59:48 (ПВ) — Никлас Эрикссон (А. Карлссон, Б. Ал) |       |       |
|                                                                                          |                         | |       |       |
|                                                                                          |                         | |       |       |
|                                                                                          |                         | |       |       |
| 6 мин                                                                                    | Штраф                   | 2 мин |       |       |
|                                                                                          |                         | |       |       |
|                                                                                          |                         | |       |       |

## Турнирная таблица
| М | Сборная   | И | В | Н | П | ШЗ | ШП | РШ  | О |
| - | --------- | - | - | - | - | -- | -- | --- | - |
| 1 | Швеция    | 3 | 3 | 0 | 0 | 12 | 6  | + 6 | 6 |
| 2 | Финляндия | 3 | 2 | 0 | 1 | 13 | 8  | + 5 | 4 |
| 3 | Франция   | 3 | 1 | 0 | 2 | 7  | 14 | - 7 | 2 |
| 4 | Чехия     | 3 | 0 | 0 | 3 | 6  | 10 | - 4 | 0 |

## Победитель
| Рождественский Кубок Карьяла 1995 |
| Швеция Первый титул               |

## Команды «Все звезды»

### Первый состав
| вратарь    | Бу Ал                                       |
| защитники  | Тимо Ютила — Томас Юнссон                   |
| нападающие | Виктор Уйчик — Эса Кескинен — Мика Ниеминен |

### Второй состав
| вратарь    | Ари Суландер                              |
| защитники  | Киммо Тимонен — Янне Ниинимаа             |
| нападающие | Кай Нурминен — Янне Оянен — Мика Ниеминен |

## Интересные факты
- После окончания матча Финляндия — Швеция финские болельщики бросили в шведских хоккеистов две бутылки. Шведы в знак протеста покинули поле, не получив приз за победу.
- Ни один матч не собрал полных трибун.